# Reseda Beach
Reseda Beach is het derde studioalbum van de underground hiphopgroep Styles of Beyond. De release zou oorspronkelijk in de lente van 2008 plaatsvinden maar was onderhevig aan veelvuldig uitstel vanwege labelproblemen met Warner Bros.. In september 2012, vier-en-een-half jaar na de oorspronkelijke releasedatum, werd bekend dat het album op 23 oktober 2012 uitgebracht zou worden op de platenmaatschappij van Apathy, Dirty Version. Reseda Beach, oorspronkelijk Rocket Surgery getiteld, is de opvolger van Megadef.

## Release
Het album zou oorspronkelijk eind 2007 in de schappen liggen maar door onder andere problemen met de oorsprong van sommige samples, moest de band twee nieuwe tracks opnemen. Echter, een van die tracks, Damn, is alsnog opgenomen in de officiële tracklist. Mike Shinoda vermeldde in maart 2008 dat de titel van het album van Rocket Science veranderd was naar Reseda Beach. Dit is bevestigd binnen door Ryu van de groep zelf. Reseda Beach was in de lente van 2008 al klaar maar vanwege een conflict met label Warner Bros. Records over de promotie werd de release vertraagd. De problemen leken opgelost, maar uiteindelijk bleek dat nog steeds niet het geval. Uiteindelijk brak de groep gebroken met Warner Music en Machine Shop en verkregen het volledige eigenschap over het album. Takbir van de groep verliet vervolgens door creatieve verschillen de groep, waardoor de toekomst van zowel de band als het album onduidelijk werd. Op 23 oktober 2012 wordt het album uiteindelijk alsnog uitgebracht, met als tweede cd de mixtape Razor Tag en onuitgebrachte nummers. Rapper Apathy, die meerdere gastbijdrages levert, brengt het album op zijn label Dirty Version uit. Vanwege de labelwisseling zijn Michael Bublé en Holly Brook niet meer te horen op Hard.

## Tracklist
| Nr. | Titel                                         | Duur |
| --- | --------------------------------------------- | ---- |
| 1.  | Here We Go                                    |      |
| 2.  | Hard                                          |      |
| 3.  | Sugar Honey Iced Tea                          |      |
| 4.  | Take That (met Celph Titled)                  |      |
| 5.  | Call My Name                                  |      |
| 6.  | Bumble Bee (Interlude)                        |      |
| 7.  | The Pirate Song                               |      |
| 8.  | Damn                                          |      |
| 9.  | Dumb It Down                                  |      |
| 10. | Howdy Doody                                   |      |
| 11. | Live from Ibiza (Interlude)                   |      |
| 12. | You Love Us (featuring Somaya Reece)          |      |
| 13. | Shut Everything Down (featuring Celph Titled) |      |
| 14. | Dunky Fividends (featuring Apathy)            |      |
| 15. | Second to None (featuring Mike Shinoda)       |      |
| 16. | The Valley (Outro)                            |      |

| Nr. | Titel                                                     | Duur |
| --- | --------------------------------------------------------- | ---- |
| 1.  | Gats N Party Hats                                         |      |
| 2.  | Hard (Remix)                                              |      |
| 3.  | It's Us                                                   |      |
| 4.  | Hey You (featuring Mike Shinoda)                          |      |
| 5.  | You Cannot Fuck With This (featuring Celph Titled)        |      |
| 6.  | Here We Come                                              |      |
| 7.  | World Famous                                              |      |
| 8.  | Bring It Back (featuring Apathy, Celph Titled & Motive)   |      |
| 9.  | Murderer (featuring Celph Titled)                         |      |
| 10. | Live at the BBQ (featuring Apathy, Motive & Celph Titled) |      |
| 11. | The Story Begins                                          |      |
| 12. | Banging' S.O.B.                                           |      |
| 13. | Kill 'Em in the Face (featuring Scoop Deville)            |      |
| 14. | Get Involved                                              |      |
| 15. | They Don't Know                                           |      |
| 16. | Journey                                                   |      |
| 17. | Savin' L.A. (featuring Bishop Lamont)                     |      |
| 18. | Radio Clash                                               |      |
| 19. | Kick Me Out                                               |      |
| 20. | Chill Pill (featuring Apathy)                             |      |